# Mörskär (Kökar, Åland)
Mörskär är öar i Åland (Finland). De ligger i Skärgårdshavet och i kommunen Kökar i landskapet Åland, i den sydvästra delen av landet. Öarna ligger omkring 52 kilometer öster om Mariehamn och omkring 230 kilometer väster om Helsingfors.
Arean för den av öarna koordinaterna pekar på är 9,4 hektar och dess största längd är 480 meter i nord-sydlig riktning.